# Helikopterpengar
Helikopterpengar är en form av ekonomisk stimulansåtgärd. Termen helikopterpengar har sitt ursprung i "The Optimum Quantity of Money" (1969) av Milton Friedman, där Friedman resonerar kring en hypotetisk helikopter som släpper kontanter ifrån himlen. Staten och centralbanken kan öka penningmängden i ekonomin genom att trycka upp nya sedlar och låta sprida dem till befolkningen, såsom att kasta ut dem från en helikopter. Syftet skulle vara att öka inflationen och få rörelse i ekonomin. Friedman har argumenterat för att folk som får pengar gratis, utan att ha behövt arbeta för dem, är mer benägna att spendera dem, vilket är själva syftet med åtgärden. I praktiken skulle förmodligen inte en helikopter användas. Samma effekt kan uppnås genom att exempelvis höja utbetalningar till hela eller delar av befolkningen, såsom barnbidrag. Inom Europeiska unionen är det dock olagligt att staten lånar eller finansieras av sin centralbank. Under 2016 har alltfler länder på allvar börjat fundera på att använda någon form av helikopterpengar för att komma ur den ekonomiska stagnationen.